# BEST OF 少年隊
『BEST OF 少年隊』（ベスト オブ しょうねんたい）は、少年隊の最初のベスト・アルバム。1988年3月10日にワーナー・パイオニアから発売された。EP8枚組のBOXセットは、1988年2月20日に先行販売された。また、CDは1991年6月17日に価格変更され再販売された。（尚、メンバーの東山紀之の公式サイトのDiscographyには「1988.02.20 Rerease」と記載があるが、厳密には誤った記載である）

## 概要
少年隊の初のベストアルバムとなる。また32年後となる2020年に『少年隊 35th Anniversary BEST』が発売されるまでは、少年隊の唯一のベストアルバムであった。
デビュー曲「仮面舞踏会」から7thシングル「ABC」までの表題曲（A面）とカップリング曲（B面）の曲を全曲（「仮面舞踏会」のB面曲「日本よいとこ摩訶不思議」と「ONE STEP BEYOND」は除く）と、少年隊のトークが収録されている。
本作品は、EPのBOXセット、LP、CT、CDの4形態にて発売された。収録内容に差異は無いが、収録形態が異なっている。またEPのBOXセットは、ピクチャーレコード仕様の8枚組完全限定盤。

## 収録曲

### CD
1. 仮面舞踏会
作詞：ちあき哲也、作曲：筒美京平、編曲：船山基紀
  - 本ベスト盤収録の際にリミックス、及びボーカルが再レコーディングされている。
2. デカメロン伝説
作詞：秋元康、作曲：筒美京平、編曲：新川博
3. ダイヤモンド・アイズ
作詞：川田多摩喜・神田エミ、作曲：長沢ヒロ、編曲：戸塚修
  - 本ベスト盤収録にはシングルバージョンに比べ、ギターのエッジを効かせたアレンジになっている。
4. バラードのように眠れ
作詞：松本隆、作曲：筒美京平、編曲：馬飼野康二
5. stripe blue
作詞：松本隆、作曲：筒美京平、編曲：馬飼野康二
6. 君だけに
作詞：康珍化、作曲：筒美京平、編曲：馬飼野康二
7. ABC
作詞：松本隆、作曲：筒美京平、編曲：船山基紀
8. 春風にイイネ!
作詞：宮下智、作曲：佐藤健、編曲：中村哲
9. ペパーミント夢物語
作詞：戸沢暢美、作曲：加藤和彦、編曲：新田一郎
  - 本ベスト盤収録の際に、歌詞が一部変更されている。
10. レイニー・エクスプレス
作詞・作曲：宮下智、編曲：マーク・ゴールデンバーグ
11. 魔法のウィンク
作詞：松本隆、作曲：筒美京平、編曲：馬飼野康二
12. 雨のスタジアム
作詞：松本隆、作曲：筒美京平、編曲：馬飼野康二
13. ミッドナイト・ロンリー・ビーチサイド・バンド
作詞：康珍化、作曲：筒美京平、編曲：馬飼野康二
14. 自然にKISSして
作詞：松本隆、作曲：筒美京平、編曲：船山基紀
15. 少年隊メモリアルトーク
モノラルにて収録。
16. 少年隊とおしゃべりデート
モノラルにて収録。

### LP

#### Disc１(30cmLPレコード)
A面
1. 仮面舞踏会]
2. デカメロン伝説
3. ダイヤモンド・アイズ
4. バラードのように眠れ
5. stripe blue
6. 君だけに
7. ABC

B面
1. 春風にイイネ!
2. ペパーミント夢物語
3. レイニー・エクスプレス
4. 魔法のウィンク
5. 雨のスタジアム
6. ミッドナイト・ロンリー・ビーチサイド・バンド
7. 自然にKISSして

#### Disc2 (17cmEPレコード)
A面
1. 少年隊メモリアルトーク

B面
1. 少年隊とおしゃべりデート

### CT
A面
1. 仮面舞踏会]
2. デカメロン伝説
3. ダイヤモンド・アイズ
4. バラードのように眠れ
5. stripe blue
6. 君だけに
7. ABC
8. 少年隊メモリアルトーク

B面
1. 春風にイイネ!]
2. ペパーミント夢物語
3. レイニー・エクスプレス
4. 魔法のウィンク
5. 雨のスタジアム
6. ミッドナイト・ロンリー・ビーチサイド・バンド
7. 自然にKISSして
8. 少年隊とおしゃべりデート

### EP BOX
Disc 1　A面：仮面舞踏会／B面：春風にイイネ! 

Disc 2　A面：デカメロン伝説／B面：ペパーミント夢物語

Disc 3　A面：ダイヤモンド・アイズ／B面：レイニー・エクスプレス

Disc 4　A面：バラードのように眠れ／B面：魔法のウィンク

Disc 5　A面：stripe blue／B面：雨のスタジアム

Disc 6　A面：君だけに／B面：ミッドナイト・ロンリー・ビーチサイド・バンド

Disc 7　A面：ABC／B面：自然にKISSして

Disc 8　A面：少年隊メモリアルトーク／B面：少年隊とおしゃべりデート